# Налікайми
Налікайми (пол. Nalikajmy, нім. Liekeim) — село в Польщі, у гміні Бартошиці Бартошицького повіту Вармінсько-Мазурського воєводства.
Населення — 95 осіб (2011).

## Демографія
Демографічна структура станом на 31 березня 2011 року:
|          | Загалом | Допрацездатний вік | Працездатний вік | Постпрацездатний вік |
| -------- | ------- | ------------------ | ---------------- | -------------------- |
| Чоловіки | 48      | 11                 | 29               | 8                    |
| Жінки    | 47      | 8                  | 25               | 14                   |
| Разом    | 95      | 19                 | 54               | 22                   |